# Банка-Белітунг
Банка-Белітунг (індонез. Bangka-Belitung), скорочено Бабел (індонез. Babel) — провінція Індонезії, розташована на островах Бангка та Белітунг, на схід від острова Суматра.
На півночі острови омиваються водами Південнокитайського моря, на півдні — Яванського моря. На заході вузька протока Банка відділяє однойменний острів від провінції Південна Суматра, на сході протока Карімата відділяє острів Белітунг від острова Калімантан. Острови Банка та Белітунг розділені між собою протокою Ґаспар. До складу провінції входить також ряд менших навколишніх островів.
Площа провінції — 16 424 км², населення — 1 223 296 осіб (2010). Адміністративний центр — місто Панкалпінанг, розташоване в центральній частині східного узбережжя острова Банка.

## Географія
Ландшафт островів Банка і Белітунг переважно рівнинний з висотами близько 50 м над рівнем моря, розрізаний неглибокими долинами. Є кілька ізольованих вершин, найвищими з яких є Марас (699 м) на півночі острова Банка, Бебулух (655 м) на південному сході острова Банка та Таджам (500 м) на острові Белітунг.
Близько 40 % території провінції вкриті лісами. Тут ростуть дерево меранті (види Shorea), залізне дерево, бавовняне дерево, мирти, мангрові рослини, ротанґ.
Хоча географічно острови розташовані біля Суматри, місцевий тваринний світ більше нагадує острови Ріау та Малайський півострів. Тут водяться мавпи, дикі свині, панголіни, вівери, декілька видів оленців, а також різні птахи, змії та ящірки.

## Історія
Приблизно з VII до XIII ст. острови Банка і Белітунг входили до складу буддійської імперії Шривіджая з центром у Палембанзі в Південній Суматрі. У XIV ст. ця територія опинилася під впливом індуїстської імперії Маджапагіт зі східної Яви. Після падіння Маджапагіту Палембанг став столицею мусульманського султанату.
1806 року острови Банка і Белітунг анексували Нідерланди. У 1950 році вони увійшли до складу Республіки Індонезія. З 1956 року перебували в складі провінції Південна Суматра, а 2000 року була утворена окрема провінція Банка-Белітунг.

## Адміністративний поділ

Мапа провінції Банка-Белітунг

Банка-Белітунг включає шість округів (індонез. kabupaten) і одне місто (індонез. kota):
| № | Адміністративна одиниця                             | Площа, км² | Населення, осіб (2010) | Адміністративний центр                              |
| - | --------------------------------------------------- | ---------- | ---------------------- | --------------------------------------------------- |
| 1 | Панкалпінанг (місто) (індонез. Kota Pangkal Pinang) | 89,40      | 174 758                |                                                     |
| 2 | Банка (індонез. Bangka)                             | 2 950,68   | 277 204                | Сунгайліат (індонез. Sungai Liat)                   |
| 3 | Західна Банка (індонез. Bangka Barat)               | 2 820,61   | 175 150                | Мунток (індонез. Muntok)                            |
| 4 | Південна Банка (індонез. Bangka Selatan)            | 3 607,08   | 172 528                | Тобоалі (індонез. Toboali)                          |
| 5 | Центральна Банка (індонез. Bangka Tengah)           | 2 155,77   | 161 228                | Коба (індонез. Koba)                                |
|   | Всього острів Банка                                 | 11 623,54  | 960 868                |                                                     |
| 6 | Белітунг (індонез. Belitung)                        | 2 293,61   | 155 965                | Танджунгпандан (індонез. Tanjung Pandan)            |
| 7 | Східний Белітунг (індонез. Belitung Timur)          | 2 506,91   | 106 463                | Манггар (індонез. Manggar)                          |
|   | Всього острів Белітунг                              | 4 800,52   | 262 428                |                                                     |
|   | Провінція Банка-Белітунг                            | 16 424,06  | 1 223 296              | Панкалпінанг (місто) (індонез. Kota Pangkal Pinang) |

## Економіка
Економіка провінції Банка-Белітунг базується на сільському господарстві, промисловості та видобутку корисних копалин. Стовпом економіки островів протягом кількох століть був видобуток олова, хоча розвиток цієї галузі дещо сповільнився з кінця XX ст. Історично ця галузь сформувала етнічний характер населення провінції, залучивши для роботи на копальнях багато робітників з-за кордону, особливо китайців.
Більше двох третин земель провінції використовуються під сільськогосподарське виробництво, лісове господарство та аквакультуру. Основними продовольчими культурами є рис, маніок, ямс, кукурудза, арахіс та різноманітні овочі. Існують також великі плантації олійної пальми, каучуку, какао, перцю і кокосової пальми. Тваринницька галузь займається розведенням свиней, кіз та великої рогатої худоби. Курей та качок вирощують як на м'ясо, так і для отримання яєць. Основною продукцією лісового сектору є лісоматеріали, ротанґ, мед.
Промисловість Банка-Белітунг виробляє хімічні речовини, будівельні матеріали, продукти харчування та вироби традиційного ремесла, серед яких вироби із металу, ювелірні вироби та тканини.

## Транспорт
Провінція має добре розвинену мережу автомобільних доріг, яка обслуговує як прибережні, так і внутрішні райони головних островів. Банка-Белітунг має ряд морських портів, більшість з яких розташовані на узбережжі острова Банка. Внутрішні авіарейси здійснюють аеропорти в Панкалпінанзі та Танджунгпандані.

## Населення
Етнічний склад населення провінції Банка-Белітунг, за даними перепису населення 2000 року, був таким:
| Народи   | Чисельність | Доля в населенні |
| -------- | ----------- | ---------------- |
| Малайці  | 646 194     | 71,89 %          |
| Китайці  | 103 736     | 11,54 %          |
| Яванці   | 52 314      | 5,82 %           |
| Буги     | 24 162      | 2,69 %           |
| Мадурці  | 9 985       | 1,11 %           |
| Сунданці | 8 316       | 0,93 %           |
| Інші     | 53 320      | 5,93 %           |
| Всього   | 898 889     | 100,00 %         |

Переважну більшість населення провінції становлять малайці, які говорять місцевими діалектами малайської мови. Найбільшими меншинами є китайці та яванці. Місцеві китайці за походженням є вихідцями з Гуандуну та інших південних провінцій Китаю; більшість говорить діалектом хакка. Частина їх змішалася з місцевим населенням. До числа корінного населення, крім малайців, належать також секаки, морські кочівники (оранг-лаути), що мешкають у прибережних районах.
За даними перепису населення 2010 року, в провінції Банка-Белітунг проживало 1 088 791 мусульманин (89,0 % населення), 51 882 буддисти (4,24 % населення), 39 790 прибічників конфуціанства (3,25 % населення), 36 791 християнин (3,0 % населення). Більшість китайців дотримується буддизму, християнства або конфуціанства.